# Sony Ericsson K770i
Sony Ericsson K770i přináší optiku Cybershot™ do střední třídy. Má třímegapixelový fotoaparát s autofocusem, aktivní krytkou i diodovým bleskem. Má sice nižší označení, ale jde o nástupce modelů K800i/K810i. Podporuje službu TrackID™ pro rozpoznávání hudby, dálkové ovládání přes Bluetooth, Programy VideoDJ™, PhotoDJ™ a MusicDJ™ pro úpravu videí, fotek a melodií.

## Barevné variace
- Truffle Brown (hnědá)
- Sandy Beige (bílá)
- Ultra Violet (fialová)
- Henna Bronz (oranžová)
- Soft Black (černá)
- Serene Black (světle černá)

## Podobné modely
(se stejnou značkou fotoaparátu)
- K790i (3,2 Mpix, Cyber-shot)
- K810i (3,2 Mpix, Cyber-shot)
- K850i (5 Mpix, Cyber-shot)
- K800i (3,2 Mpix, Cyber-shot)